# 미스 틴 USA

미스 틴 USA(Miss Teen USA)는 미스 유니버스 기구(Miss Universe Organization)가 운영하는 미국의 미인 대회이다. 대상 연령은 14세 ~ 19세이다. 매년 여름 미국 전역에서 대회가 개최되어 각 주의 미인 대회에서 우승한 후보자들이 출전한다. 심사 방법은 미스 유니버스와 동일하며 대회 전에 사전 심사를 실시한 뒤 대회 당일에 그 결과를 바탕으로 TOP 16을 발표한다. 우승자는 미스 유니버스, 미스 USA와 마찬가지로 다이아몬드 넥서스 랩스(Diamond Nexus Labs)에서 만든 왕관을 쓰게 된다.

## 같이 보기
- 미스 USA